# Spoorlijn Palézieux - Châtel-St-Denis
De spoorlijn Palézieux - Châtel-St-Denis is een Zwitserse spoorlijn van de voormalige onderneming Chemin de fer Châtel-Palézieux (afgekort: CP) gelegen in het kanton Fribourg.

## Geschiedenis
De Chemin de fer Châtel–Palézieux nam het traject van Châtel-Saint-Denis naar Palézieux in 1901 in gebruik.

## Fusie
De Chemin de fer Châtel–Palézieux (CP) fuseerde in 1907 met de Chemin de fer Châtel–Bulle–Montbovon (CBM) en gingen verder onder de naam Chemins de fer électriques de la Gruyère (CEG).
De Chemins de fer électriques de la Gruyère (CEG) fuseerde op 1 januari 1942 met de Chemin de fer Bulle–Romont (BR) en de Chemin de fer Fribourg–Morat–Anet (FMA) en gingen verder onder de naam Chemins de fer Gruyère–Fribourg–Morat (GFM).
De GFM had geen invloed op de bedrijfsvoering van de voormalige FMA.
Op 1 januari 2000 fuseerden Compagnie des Chemins de fer fribourgeois (Gruyère–Fribourg–Morat / GFM) en de Transport en commun de Fribourg (TF) en gingen verder onder de naam Transports publics Fribourgeois (TPF)

## Elektrische tractie
Het traject van de CP werd geëlektrificeerd met een spanning 900 volt gelijkstroom.